# Rochelle Alers
Rochelle Alers (Nueva York, 7 de agosto de 1943) es una escritora estadounidense. Durante su carrera ha utilizado los seudónimos Susan James y Rena McLeary.

## Biografía
Rochelle Alers nació en 1943 en Manhattan, Nueva York. Tras realizar estudios de sociología y psicología, se desempeñó como maestra de preescolar antes de iniciar su carrera como escritora.
Alers empezó a escribir su primera novela en 1984, tras ser una ávida lectora de novelas románticas durante diez años. Finalizó su primer manuscrito, la novela Hideway en 1985. Tras varios rechazos, Alers logró un contrato con la editorial Doubleday en 1988.
Sus novelas han logrado ventas millonarias y han aparecido en listas de superventas de publicaciones como Waldenbooks, Borders y Essence. Ha sido galardonada con el Premio Pluma de Oro, el Premio Emma, el Premio Vivian Stephens a la Excelencia en la Escritura Romántica, el Premio a la Trayectoria de Romantic Times y el Premio Literario Zora Neale Hurston. Actualmente escribe a tiempo completo después de retirarse de su trabajo como Especialista de Enlace Comunitario para un programa de abuso financiado por el estado en Long Island.

## Obra

### Novelas
- Careless Whispers, (1988)
- My Love's Keeper, (1991)
- Happily Ever After, (1994)
- Home Sweet Home, (1996)
- Reckless Surrender, (1997)
- Gentle Yearning, (1998)
- Summer Magic, (1999)
- A Younger Man, (2002)
- Secrets Never Told, (2003)
- Lessons of a Lowcountry Summer, (2004)
- All My Tomorrows, (2005)
- A Time to Keep, (2006)
- Pleasure Seekers, (2007)
- After Hours, (2008)
- Naughty, (2009)
- Butterfly, (2010)